# 羅日斯克
49°25′29″N 26°11′31″E / 49.42472°N 26.19194°E
羅日斯克（羅馬化：Rozhysk）是位於烏克蘭西部特諾皮爾州特諾皮爾區的村莊，始建於1581年，面積1.58平方公里，2001年人口347，人口密度每平方公里219.6人。